# Cologania hintoniorum
Cologania hintoniorum är en ärtväxtart som beskrevs av Billie Lee Turner. Cologania hintoniorum ingår i släktet Cologania, och familjen ärtväxter. Inga underarter finns listade i Catalogue of Life.